# Maurice Bernin
Pour les articles homonymes, voir Bernin.

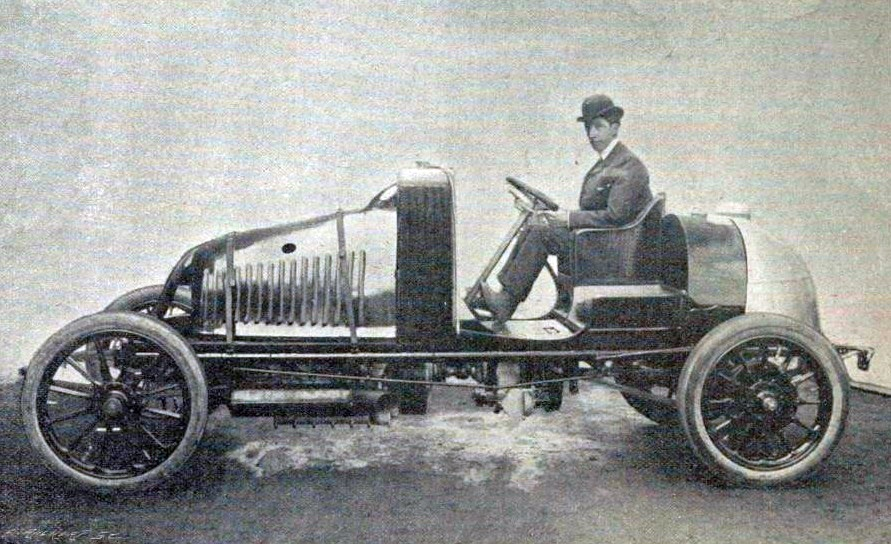
La Renault AE 60 hp de W. G. Brokaw (ici au volant), 17e avec Maurice Bernin de la Coupe Vanderbilt 1904.

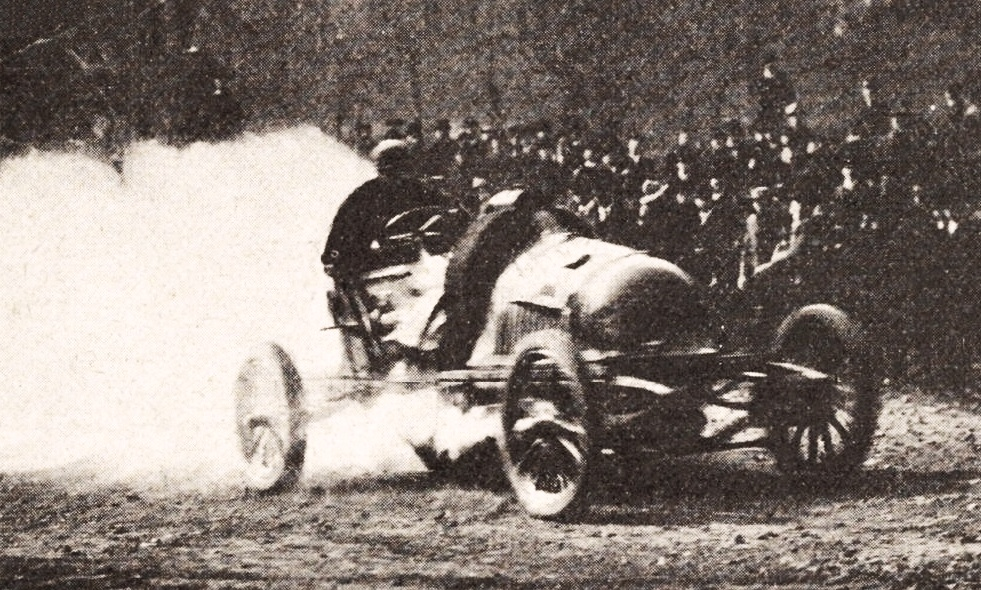
Maurice Bernin vainqueur de la course de côte d'Eagle Rock 1904, avec la Renault AE 60 hp (pneus Michelin).

Maurice G. Bernin, né le 17 mars 1880 à Tours et mort le 29 juin 1955 à Metairie (Louisiane), est un pilote automobile français des années 1900, ayant accompli l'essentiel de sa carrière sportive aux États-Unis entre 1903 et 1908.

## Biographie
Maurice Georges Bernin naît à Tour en 1880, d'Antoine Bernin, sellier, et de Marie Joséphine Unal-Serres, son épouse.
Il accomplit l'essentiel de sa carrière sportive aux États-Unis entre 1903 et 1908, uniquement sur des voitures de Louis Renault, en six saisons. Il rencontre W. Gould Brokaw et devient son chauffeur pour plusieurs années.

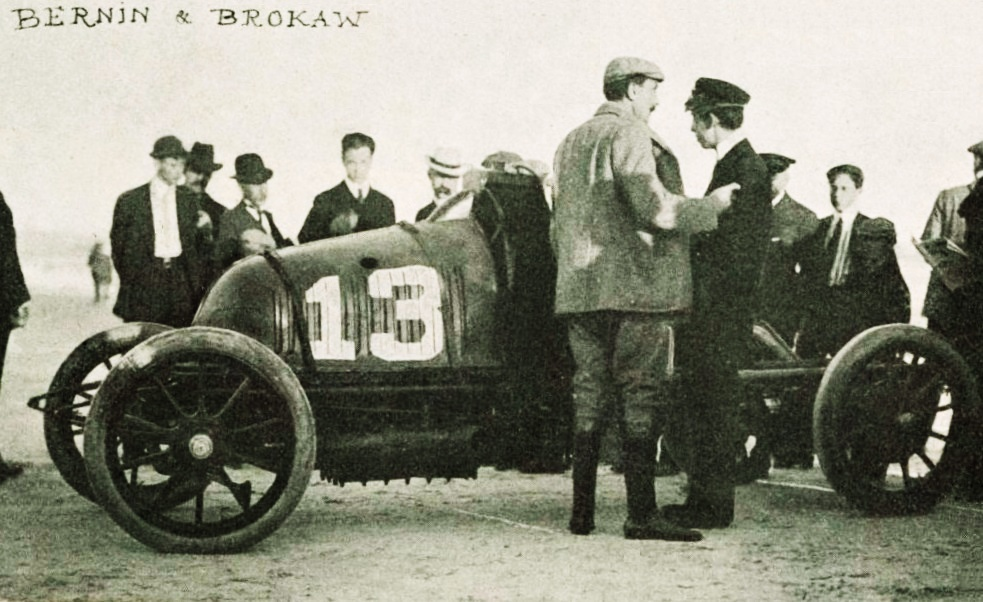
Maurice Bernin (à g.) et Gould Brokaw en discussion au 'Florida Speed Carnival' de janvier 1905 devant la Renault AE 60 hp.

À la fin de l'été 1904, il rentre provisoirement en France pour superviser la construction d'une seconde Renault de course pour W. Gould Brokaw (pour passer d'un modèle AE à un type AI).
Maurice Bernin meurt en 1955 à Metairie en Louisiane. Il est inhumé, aux côtés de son épouse, au cimetière Lake Lawn Park de La Nouvelle-Orléans,.

## Palmarès

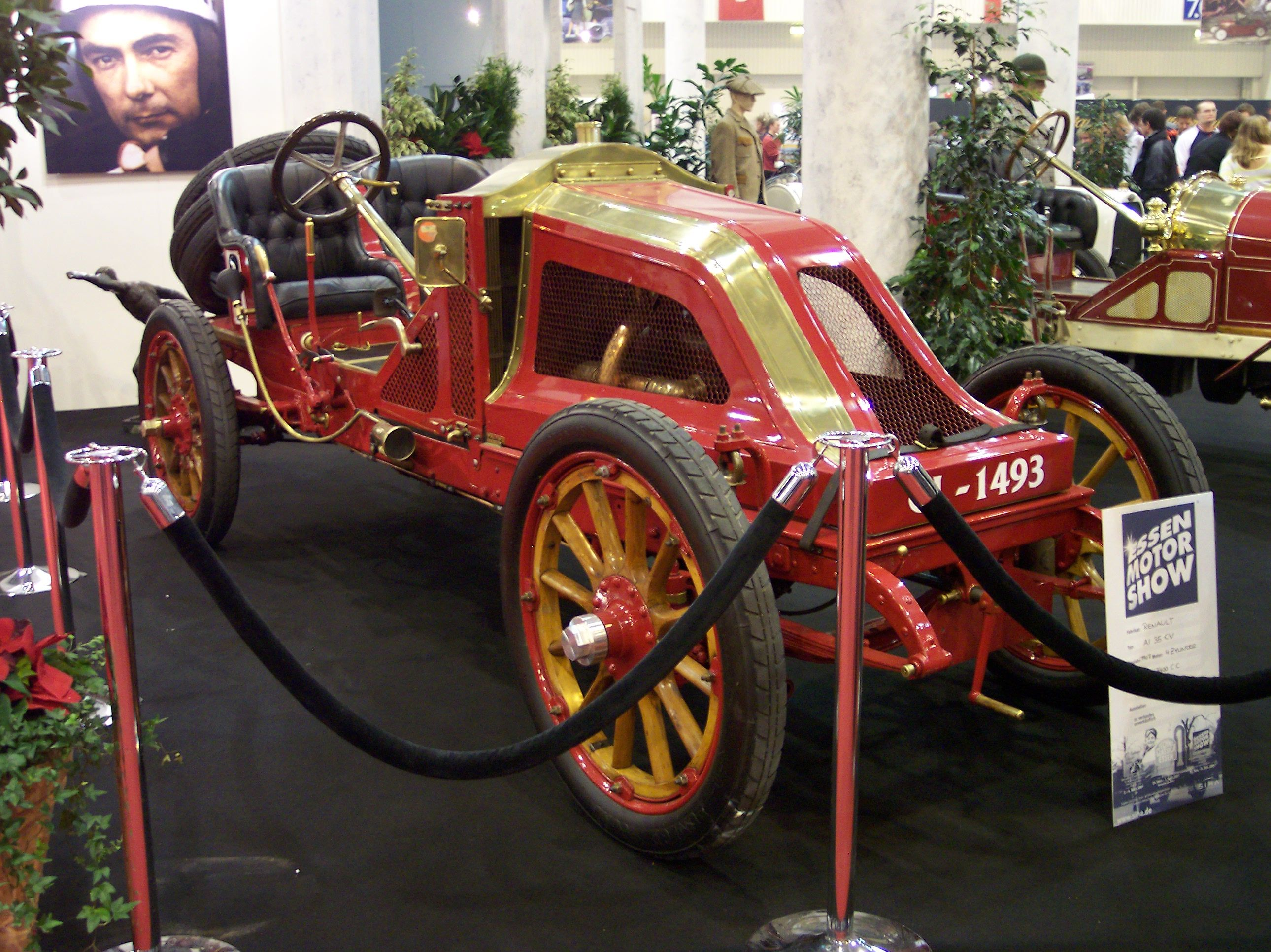
Une Renault AI 35 CS (AI 35CV type Sport), également victorieuse des 24 Heures de Brighton Beach 1909 avec Louis Raffalovich et Charles Basle.

- Le 10 miles, le 15 miles, et la course de poursuite, trois épreuves victorieuse sur le mile ovale de Brighton Beach, le 31 octobre 1903 avec une 30 hp ;
- 10 miles au Yonkers, Empire City (NY) à la mi-juillet 1904, sur 30 hp (ainsi qu'un 5 miles éliminatoire sur 20 hp) ;
- Deux courses de 5 miles à Brighton Beach (NY) en octobre 1904, sur 60 hp (dont une, la Coupe en diamant, devant Barney Oldfield[6]) ;
- 10 miles au Yonkers, Empire City (NY), en novembre 1904, sur 60 hp ;
- Course de côte d'Eagle Rock fin novembre 1904 (quatrième édition, près de Newark, NJ, sur 1 mile) avec un modèle 60 hp (et victoire de classe 1432-2204 pounds)[7]; en 1 min 20 s sur une pente de 12 à 19 % ;
- 10 miles à Ormond Beach-Daytona en janvier 1905, avec la 60 hp ;
- 5 miles "foreign cars" et 10 miles d'Empire City, Yonkers (NY), début novembre 1906 avec la 60 hp ;
- 24 Heures de Morris Park 1907 (NYC, avec Paul Lacroix[Note 3] sur 35 hp - 1079 tours parcourus, à 70,811 km/h de moyenne horaire)[8],[9] ;
- Course d'Ormond-Daytona 1908 (sur 100 miles, avec un modèle 60 hp, record brisé en 1 h 12 min 56 s 2 à la vitesse de 132,385 km/h) ;
  - 2e des 100 miles organisés à l'occasion de la Vanderbilt Cup 1905, en janvier sur 60 hp ;
  - 2e de la Course cubaine 1906 (12 février, derrière Victor Demogeot)[10] ;
  - 2e de deux épreuves de 5 miles (voitures étrangères, et course internationale) ainsi que 3e des 100 miles "Stripped Touring Cars", à Empire City, Yonkers (NY), fin octobre 1906 avec la 60 hp ;
  - 2e des 50 miles de Morris Park (NYC) en 1907, avec la 35 hp (dans la foulée de la victoire des 24 heures) ;
  - 3e à Ormond Beach-Daytona sur le 5 miles, fin janvier 1904 ;
  - 3e de l'épreuve de Syracuse (New York) 1905, en AAA ChampCar[11],[12] ;
  - 15e de la course de Briarcliff Manor dans le comté de Westchester en 1908 (NY)[13] ;
  - 17e de la première Coupe Vanderbilt 1904 (pour l'écurie de W. G. Brokaw, avec Felix Prossen pour mécanicien embarqué)[Note 4] ;
  - participation aux deuxièmes éliminatoires françaises de la Coupe Gordon Bennett 1905, sur modèle AK au circuit Michelin d'Auvergne, avec Ferenc Szisz et J. Edmond pour équipiers Renault ;
  - dernière apparition en course : le 27 avril 1908 à Briarcliff (NY), sur 240 miles[14],[15],[16],[17],[18],[19].

## Remarque
Autres pilotes français expatriés aux États-Unis durant cette période : Charles Basle (actif de 1904 à 1911), puis Jules Devigne (en) sur Delage (en 1913,).